# Энрике де Малака
Энрике де Малака (исп. Enrique de Malaca) — раб, собственником которого был известный португальский мореплаватель Фернан Магеллан. Возможно, Энрике был одним из первых людей в истории, которые совершили кругосветное плаванье. Также может быть известен под именем Чёрный Энрике (Генри).

## Биография
Не сохранилось никаких доподлинных свидетельств о биографии Энрике де Малаки. Итальянский историк Антонио Пигафетта, который наиболее полно описал путешествие Магеллана, пишет, что де Малака был чернокожим рабом, родом с острова Суматра. В своём завещании Магеллан называет его «мулатом из Малакки». Сегодня принято считать, что он, скорее всего, был этническим малайцем, а филиппинский историк Карлос Кирино считал, что мог быть его земляком, выходцем из народа висайя или с острова Себу. Само имя Энрике, видимо, было дано рабу при крещении в католическую веру. Вторая часть имени переводится с португальского просто как «из Малакки».
Магеллан купил Чёрного Энрике на рынке рабов в Малайзии в 1511 году, забрав его затем в Лиссабон. Энрике сопровождал своего хозяина в кругосветном путешествии в 1521 году. На борту корабля де Малака выполнял роль переводчика для испанцев.
После гибели Магеллана на острове Мактан Энрике де Малака покидает корабль экспедиции, командование над которой взял в свои руки заместитель Магеллана — Хуан Себастьян Элькано. После этого документально подтверждённые следы Энрике теряются.